# Gustav Seitz

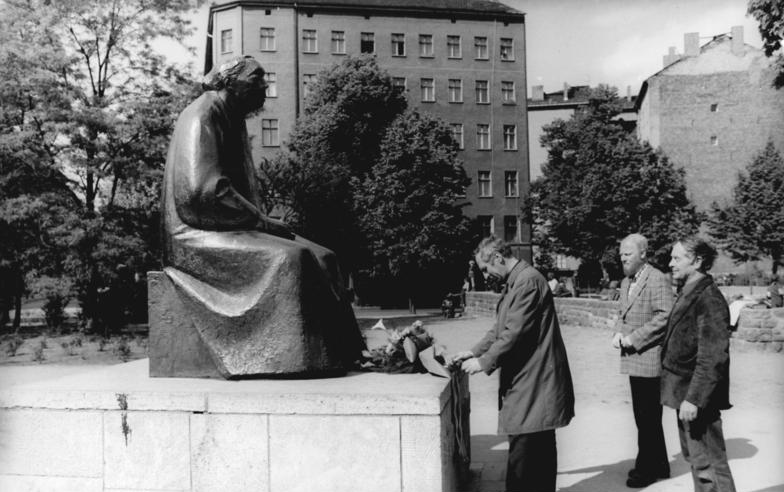
Bundesarchiv: Denkmal Käthe Kollwitz - Berlijn 1974

Gustav Seitz (Mannheim-Neckarau, 11 september 1906 – Hamburg, 26 oktober 1969) was een Duitse beeldhouwer, tekenaar en graficus.

## Leven en werk

### Opleiding
Seitz was de zoon van een stukadoor, die zijn opleiding kreeg in het bedrijf van zijn vader met een praktijkopleiding in de bouw als stuc- en pleisterwerker. Vanaf 1922 werkte hij als steenhouwer en later als steenbeeldhouwer in het atelier van de beeldhouwer August Dursy in Ludwigshafen. Hij volgde ook teken- en ontwerplessen aan de Gewerbeschule Mannheim bij de schilder en graficus W. Murano. Van 1924 tot 1925 studeerde hij beeldhouwkunst bij Georg Schreyögg aan de Landeskunstschule Karlsruhe. Zijn vakantie bracht hij door in het atelier van Albert Lauermann in Detmold. In 1925 werd hij toegelaten tot de Vereinigten Staatschulen für freie und angewandte Kunst (de huidige Universität der Künste Berlin) in Berlin-Charlottenburg. Hij studeerde bij de beeldhouwers Ludwig Gies en Fritz Diederich. Hij kreeg zijn eerste atelier in de Berlijnse Kantstraße en een terracotta-beeld werd tentoongesteld bij Galerie Flechtheim in Berlijn. Van 1926 tot 1929 werkte hij als Schüler en van 1929 tot 1932 als Meisterschüler bij de beeldhouwer Wilhelm Gestel. In 1932 maakte hij een reis naar Parijs, waar hij kennis maakte met de Franse beeldhouwer Charles Despiau. Hij voltooide zijn beeldhouwopleiding in 1933 in het Meisteratelier van de hoogleraar Hugo Lederer.

### 1934-1950
Tot het uitbreken van de Tweede Wereldoorlog was hij als beeldhouwer werkzaam in Berlijn. Hij had vele opdrachten en maakte enkele grote reizen door heel Europa. Van 1940 tot 1945 was hij in militaire dienst. In 1943 werd zijn atelier/woning in de Berlijnse Burggrafenstraße bij een bombardement verwoest, waarbij alle aanwezige werken verloren gingen. Na zijn vrijlating door de Amerikanen vestigde hij in 1945 zijn nieuwe atelier in de Zähringer Straße in de Berlijnse wijk Wilmersdorf. In 1946 maakte hij in opdracht van de vereniging Opfer des Faschismus het in cement uitgevoerde monumentale werk Totenmal für Weißwasser. In hetzelfde jaar werd hij aangesteld als hoogleraar beeldhouwkunst aan de Hochschule für Bildende Künste Berlin-Charlottenburg.

### 1950-1958
In 1949 ontving hij voor Totenmal für Weißwasser de Nationalpreis der DDR (IIIer Klasse) en hij werd in 1950 lid van de Akademie der Künste der DDR. Dit leidde tot zijn onmiddellijke schorsing aan de Hochschule Berlin-Charlottenburg en Seitz verhuisde naar Oost-Berlijn, waar hij ging wonen in de wijk Pankow en een Meisteratelier für Bildhaukunst ging leiden. In 1952 bezocht hij tijdens een studiereis in Parijs en Zuid-Frankrijk Pablo Picasso. Hij maakte in hetzelfde jaar ook reizen naar de Sovjet-Unie en bezocht Moskou en Leningrad.

### 1958-1969
In 1958 voltooide Seitz het gipsmodel voor zijn meest bekende sculptuur, het Käthe Kollwitz Denkmal, dat in 1960 werd geplaatst op de Kollwitzplatz in Berlin-Prenzlauer Berg. Seitz, die Kolwitz had gekend, maakte de sculptuur naar een van haar zelfportretten.
In 1958 werd Seitz aangesteld als opvolger van Edwin Scharff als hoogleraar aan de Hochschule für bildende Künste Hamburg en hij verhuisde naar Hamburg. In 1959 werd hij uitgenodigd voor deelname aan documenta II in Kassel, evenals in 1964 voor documenta III en zijn werk werd getoond in het Duitse paviljoen tijdens de Biënnale van Venetië in Italië. In 1967 gaf hij, door ziekte gedwongen, zijn hoogleraarschap op en hij maakte vanaf 1968 alleen nog kleinere werken.

## Werken (selectie)
Het werk van Seitz omvat naast vrouwelijke naakten, portretten (onder anderen van Ernst Bloch, Bertolt Brecht, Hanns Eisler, Martin Heidegger, Oskar Kokoschka, Thomas Mann en Heinrich Mann, Eduardo Paolozzi en Arnold Zweig), reliëfs, tekeningen en grafisch werk.
- Hockende (1927)
- Wäscherin (1928)
- Eva (1947)
- Schreitende (1949)
- Weiblicher Torso (1955)
- Käthe Kollwitz Denkmal (1958), Berlijn
- Sitzende Maja[2] (1958/59), Bietigheim-Bissingen
- Kniende Negerin (1962)
- Große Marina (1962)
- Flensburger Venus (1963), Herzogenriedpark in Mannheim
- Geschlagener Catcher (1963/1966)
- Junge ruhende Sappho (1964/1965) in Iserlohn en Wiesloch
- Große Danae[3] (1967/68) in Oldenburg
- Große Lauschende (1968) in Kiel
- Jungfrauenbrünnlein (1969)

## Fotogalerij

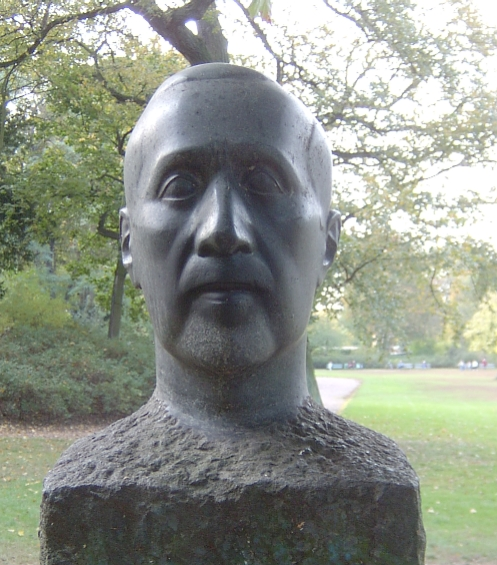
Portret Heinrich Mann, Berlin-Pankow
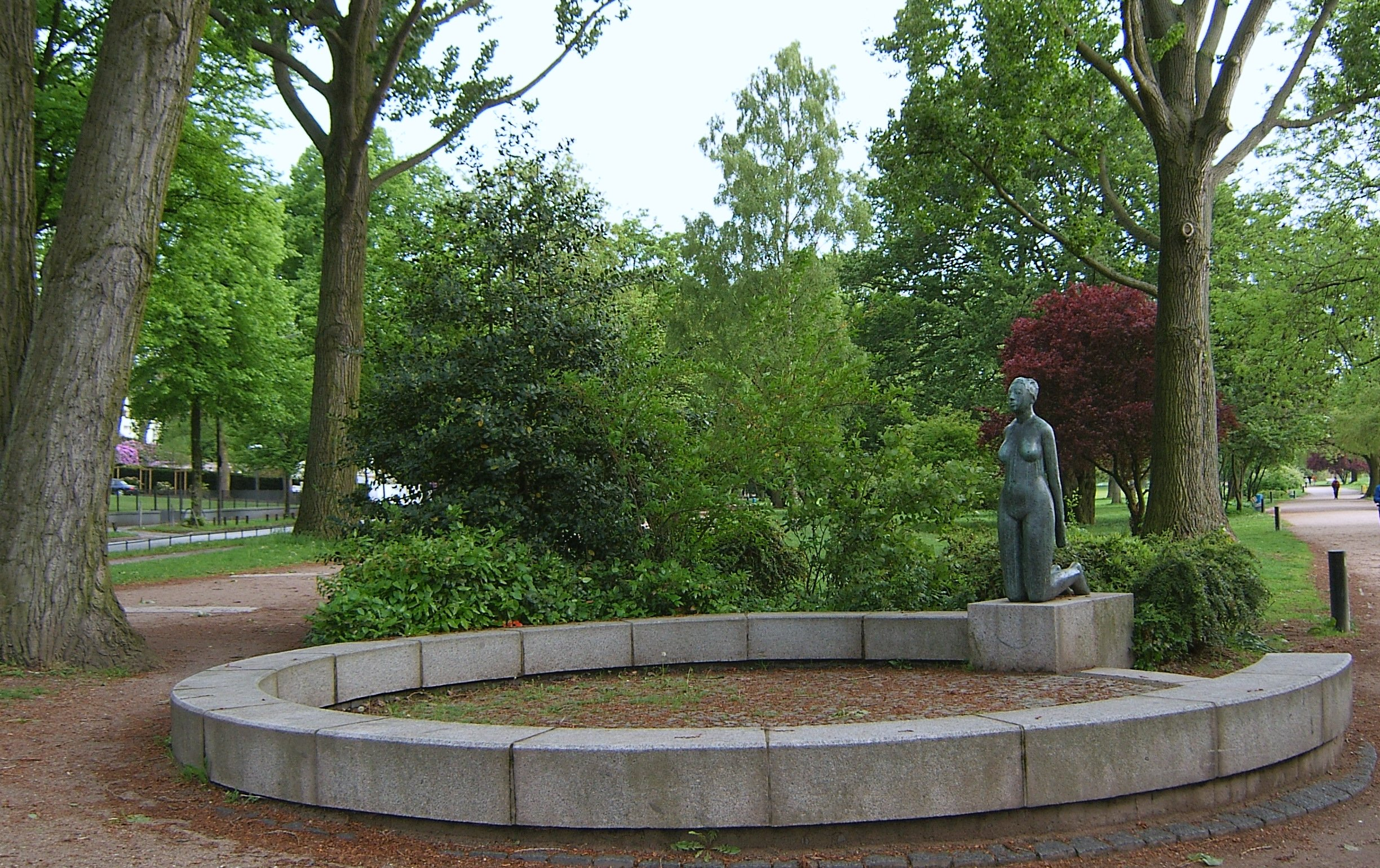
Kniende Negerin (1962), Hamburg-Alstervorland
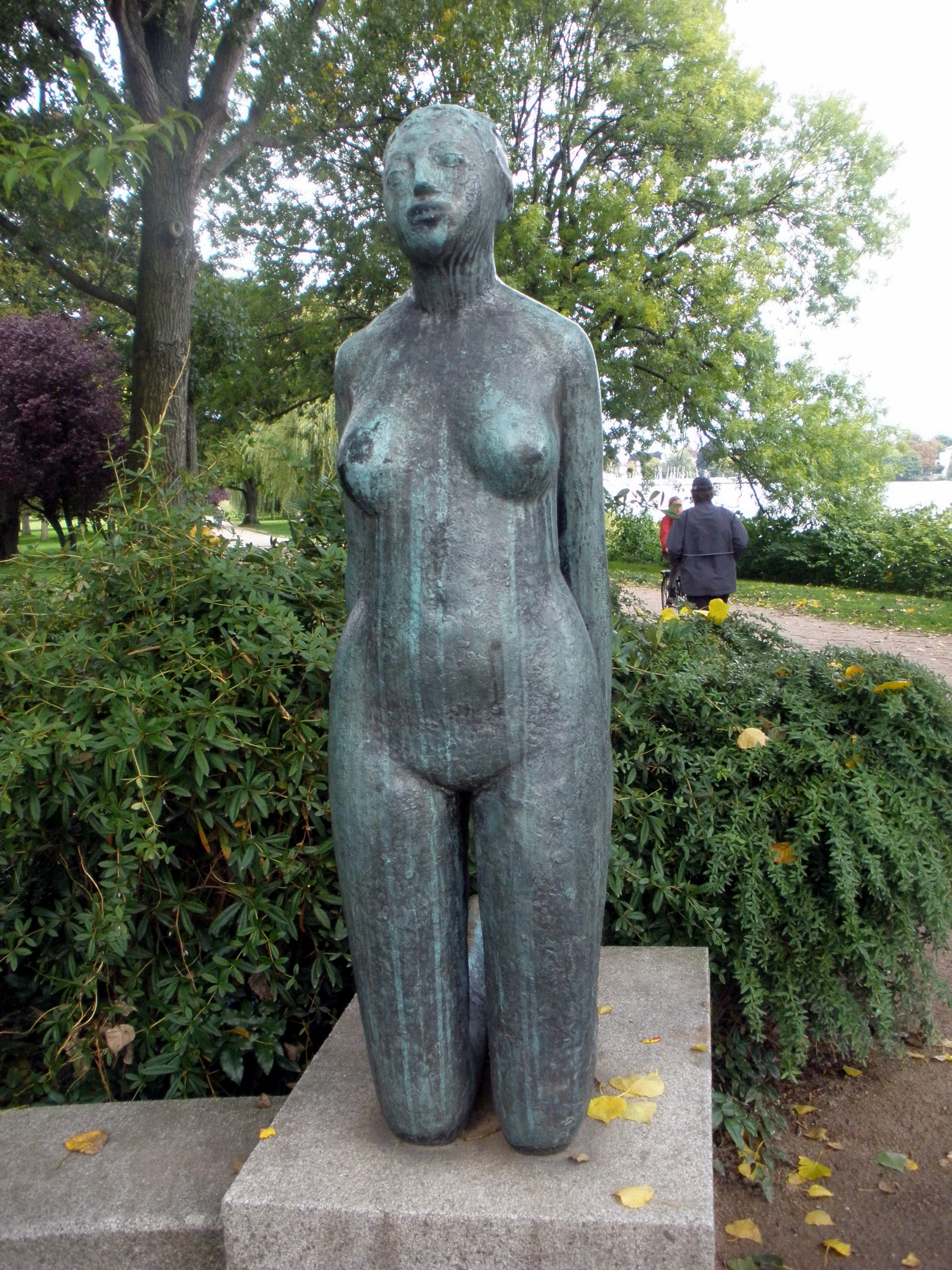
Kniende Negerin (1962), Hamburg
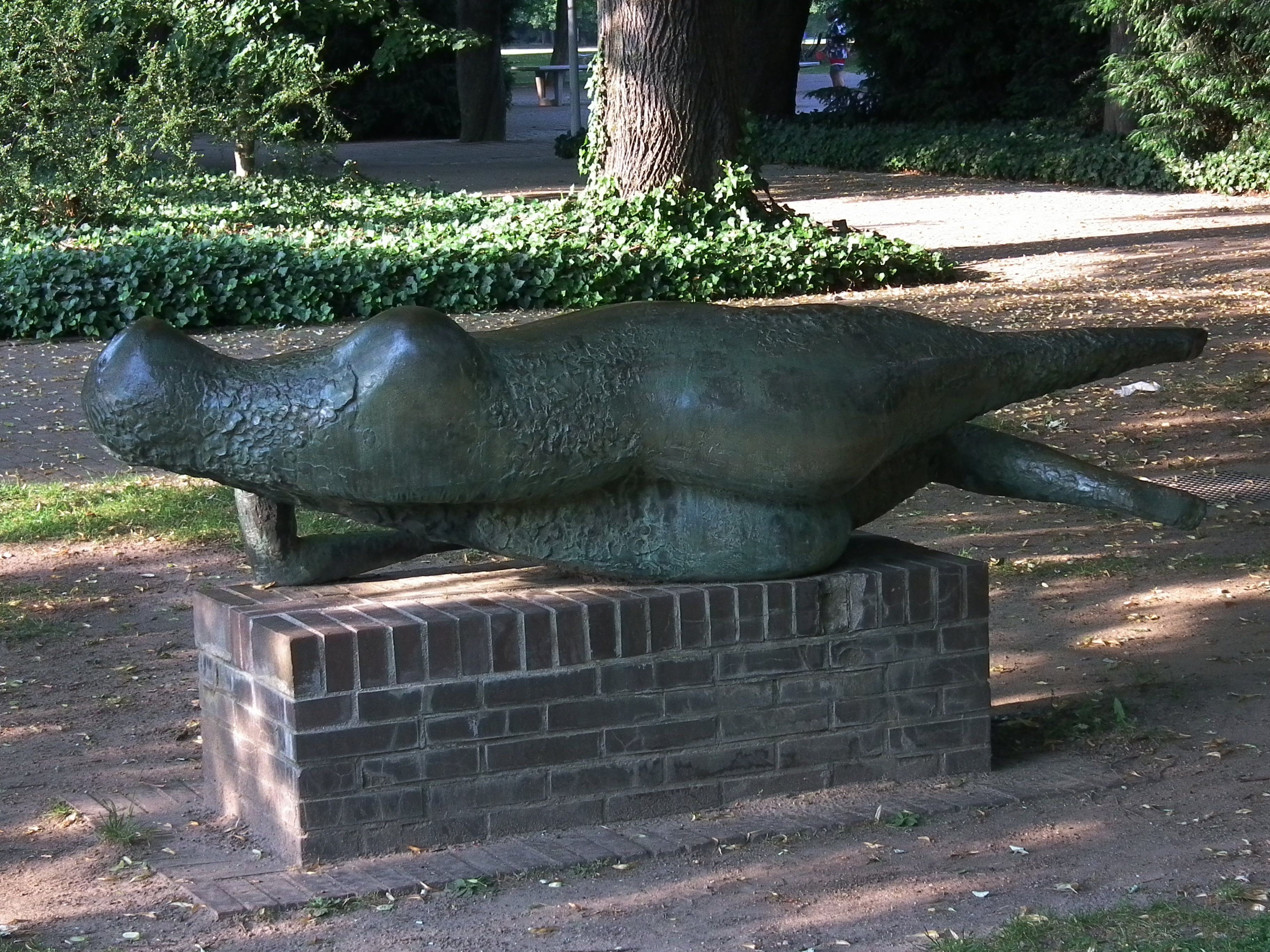
Flensburger Venus (1963), Mannheim
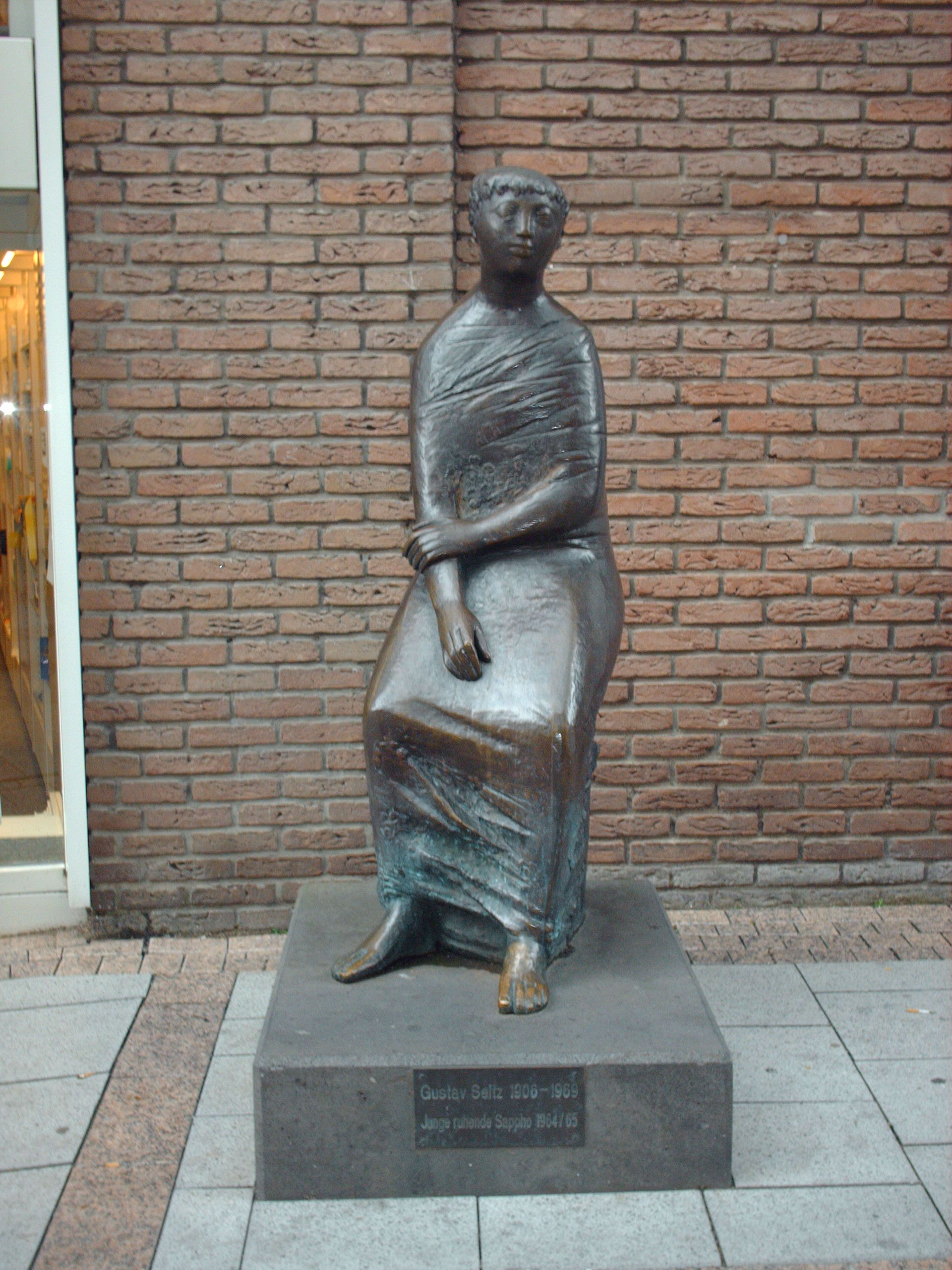
Junge ruhende Sappho (1964/65), Iserlohn
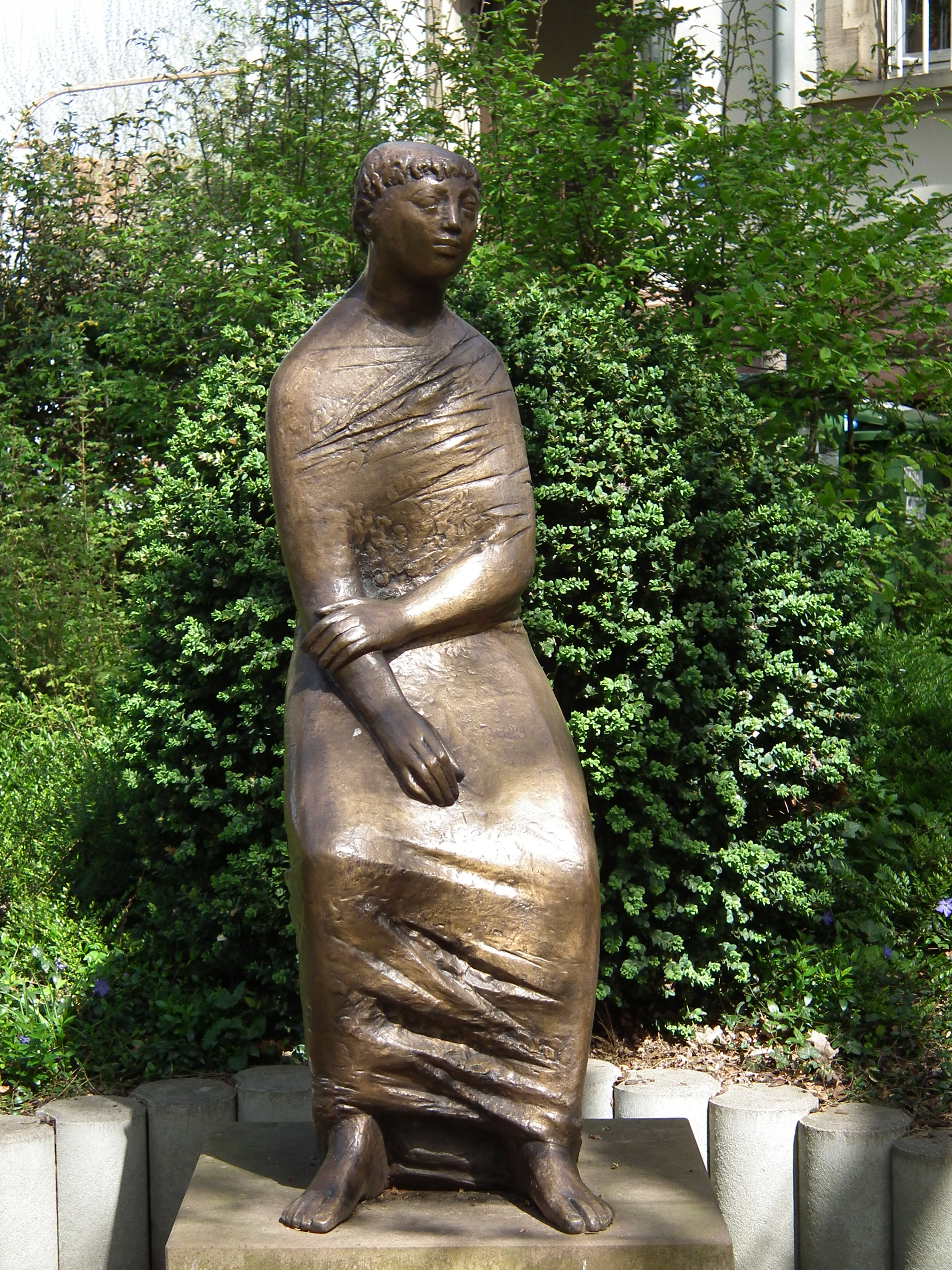
Junge ruhende Sappho (1964/65), Wiesloch
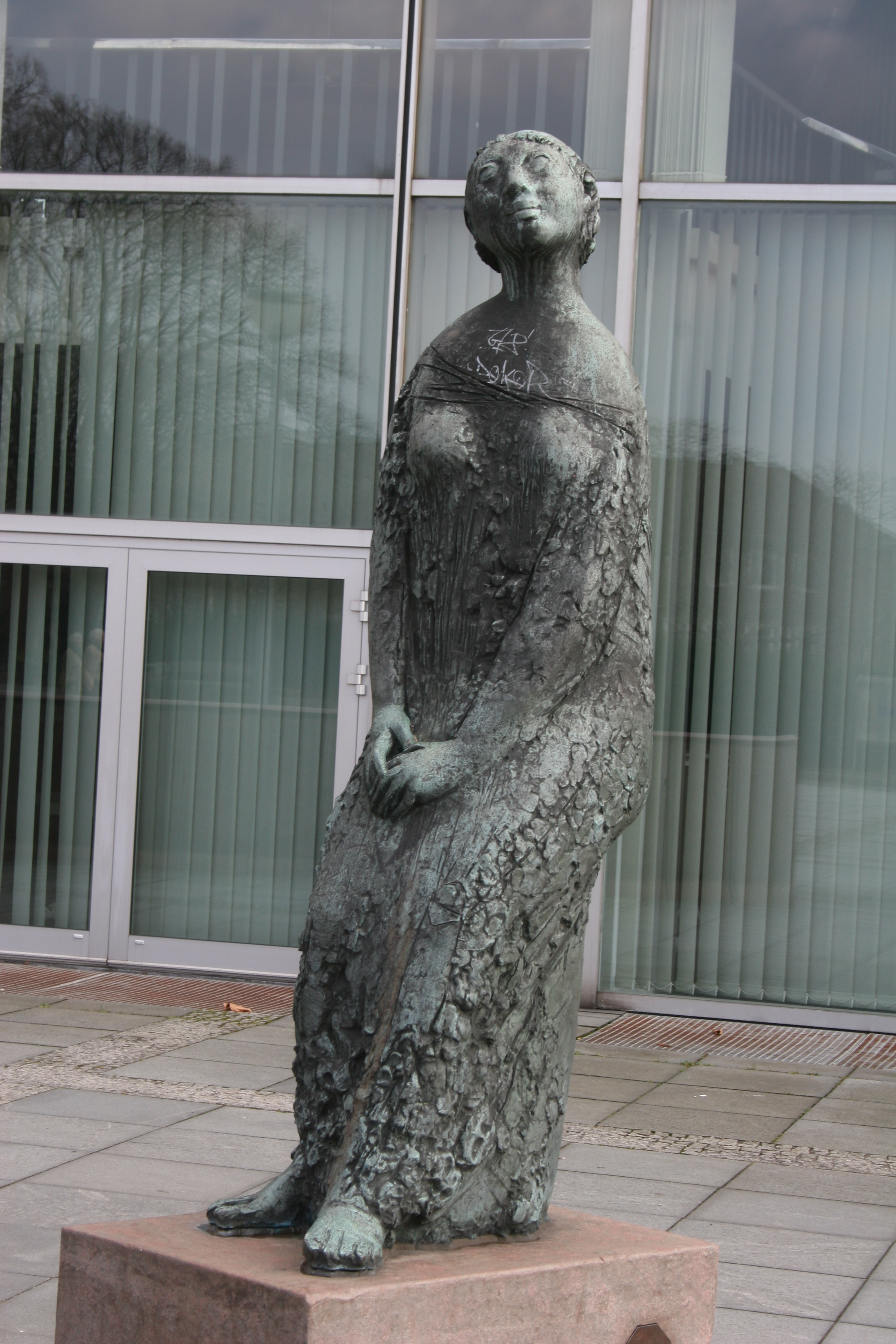
Große Lauschende (1968), Kiel
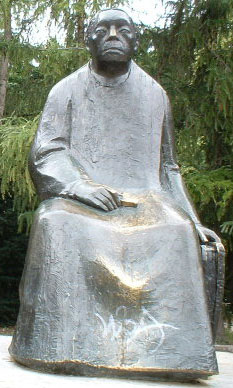
Käthe Kollwitz Denkmal (1958), Berlijn